# Kać
Kać je naselje u sastavu grada Novog Sada u Južnobačkom okrugu. Naselje se nalazi u Šajkaškoj oblasti. Prema popisu iz 2011. bilo je 11740 stanovnika.

## Povijest
Prvi spomen naselja datira iz 13. stoljeća, točnije iz 1232. godine u popisu Papinskog desetka. Vjeruje se da naziv mjesta potječe od keltske riječi Katy što znači "nasip", "utvrđenje" jer Kać gledan s južne strane izgleda kao da je na nasip. U blizini Kaća prije nekoliko stoljeća nalazila su se još dva sela, Bikač, između Kaća i Novog Sada, i Kuždin, između Kaća i Đurđeva .

## Obrazovanje i kultura
U Kaću se od 1783. nalazi OŠ "Đura Jakšić". Postoje dvije predškolske ustanove, kao i nekoliko privatnih škola stranih jezika.
U centru mjesta se, od 1844. godine, nalazi crkva Prijenosa moći Svetog Nikole, a preko puta nje je sportsko-poslovno-kulturni objekt Svetosavski dom, na čijem se mjestu, do 1999. godine, nalazio Dom kulture.
Dugi niz godina postoje tri kulturno-umjetnička društva: Stevan Mokranjac, Sveti Sava i Petefi Šandor.
U zgradi mjesnog ureda nalazi se podružnica Gradske knjižnice.

## Infrastruktura i promet
Kać je elektrificiran 1953. godine, a automatska telefonska centrala instalirana je u zgradi mjesnog ureda 15.1. 1971. godine .
U Kaću posluje nekoliko ADSL internetskih operatera, kao i kabelske televizije.
Regionalni put Novi Sad - Titel prolazi kroz Kać, a grad je povezan s glavnim putem Novi Sad - Zrenjanin, dok željeznička pruga ide paralelno s Partizanskom ulicom.
Kać je s Novim Sadom povezan linijama javnog prijevoza broj 22, 23 i 24. Kać je također povezan redovnim autobusnim linijama s Budisavom, Koviljem, Šajkašem, Mošorinom, Titelom, Pančevom i mnogim manjim mjestima.

## Sportski
Rukometni klub Jugović iz Kaća natječe se u Super ligi Srbije, a osvojio je EHF Challenge Cup 2001. godine. U Kaću djeluju i nogometni klub, šahovski klub te nekoliko privatnih fitness i plesnih klubova.

## Sportski objekti
Sportski centar Siget nalazi se u Kaću i sastoji se od:
- Stadion OFK Jugović
- Pomoćno nogometno igralište
- Rukometni stadion
- Klub obaranja ruku - osnovan 2019. godine.

U Kaću se nalaze i dvije sportske dvorane. Prvu, kapaciteta 1000 gledatelja, koju sada koristi osnovna škola, koristio je RK Jugović, sve dok se nije preselila u novu dvoranu "Hram", koja se nalazi u sklopu Svetosavskog doma. Nova dvorana može primiti više od 2000 gledatelja, uključujući VIP lože.
U 2010. i 2011. godini izgrađeni su košarkaški tereni u Vinogradarskoj ulici, Ulici Boška Buhe i u Petrovdanskom naselju.

## Mediji
Kaćke novine redovito izlaze od 1994. Kać ima i Radio "Jugović" (88.2). Od ljeta 2010. postoji i internetski portal Kać-info koji prati i najavljuje aktualna događanja u mjestu.

## Spomenici
- Spomenik palim borcima u NOR-u - u centru grada
- Spomenik nogometašima poginulim u NOR-u - na Sigetu
- Bista Mileve Marić - ispred Osnovne škole
- Križ - na ulazu u Petrovdansko naselje
- Izvor svete Petke - u naselju Vinogradi
- Česma Živka Kondića - u Sigetu

## Događaji
Svake godine, 22. svibnja, deseci tisuća ljudi okupljaju se u Kaću kako bi proslavili seosku slavu (kirbaj). Osim ovog spektakla, Kać je poznat i po gospodarsko-zabavnoj manifestaciji Čvarak Fest.
Osim zabave, Kać je poznat i po sportskim događajima. Najveći od njih je međunarodni nogometni turnir za mlade i kadete, nazvan po legendi OFK Jugović Živku Kondiću.
Kać je svake godine jedan od domaćina međunarodnog rukometnog turnira "Novi Sad City Trophy", koji okuplja rukometaše iz više zemalja ovog dijela Europe.

## Trgovina i gospodarstvo
Kać ima ogroman gospodarski i industrijski potencijal, zbog svog fenomenalnog položaja - nalazi se na raskrižju cesta Novi Sad-Titel i Novi Sad-Zrenjanin, pa je formiran cijeli niz tvrtki koje grade proizvodne hale, skladišta, upravne zgrade. Također, u Kaću postoje dva supermarketa, kao i ogroman broj trgovina, pekara, mesnica, ljekarni, butika, restorana hamburgernica, pizzerija, slastičarnica, internet kafića, trgovina autodijelovima, trgovina sportskom opremom, trgovina računalima i mobitelima itd. U Kaću se nalazi ogroman natkriveni tržni prostor, a tržni dani su srijedom i subotom.

## Naselja

### Sunčani breg
Sunčani breg je naselje u Kaću. Nalazi se na krajnjem istoku Kaća, na cesti za Budisavu. U njemu se nalazi manastir Uskrsnuća Kristova. Prema podatcima iz 2008. godine, u ovom naselju ima 139 stanova, a planirana je izgradnja još 136.

### Petrovdansko naselje
Petrovdansko naselje nalazi se oko kilometar i pol sjeverno od centra Kaća. Prema neslužbenim podacima, u njemu živi nešto manje od 500 ljudi. Naselje je osnovano 1997. godine, iako su neke kuće izgrađene 1996. godine. Stanovništvo je uglavnom iz Slavonije, Baranje i Republike Srpske. Naselje ima i svoj blagdan - Petrovdan (12.6.), koji se slavi od 1998. godine.
Naselje Petrovdan ima i sportske terene, okruženo zelenim površinama i parkom za djecu.

## Demografija
Naselje Kać ima 8.771 punoljetnih stanovnika, a prosječna starost stanovništva je 37,2 godine (36,3 za muškarce i 38,2 za žene). U naselju ima 3.350 kućanstava, a prosječan broj članova po kućanstvu je 3,33.
Ovo naselje je uglavnom naseljeno Srbima (prema popisu stanovništva iz 2002. godine ).